# 27967 Beppebianchi
27967 Beppebianchi (tên chỉ định: 1997 TE) là một tiểu hành tinh vành đai chính. Nó được phát hiện ở Đài thiên văn San Vittore ở Bologna, Ý, ngày 1 tháng 10 năm 1997. Nó được đặt theo tên nhà thiên văn học Ý thế kỷ 19 Giuseppe Bianchi.